# Carol Wayne
Carol Wayne (* 6. September 1942 in Chicago, Illinois; † 13. Januar 1985 in Manzanillo, Mexiko) war eine US-amerikanische Schauspielerin.

## Leben
Gemeinsam mit ihrer jüngeren Schwester, der Schauspielerin Nina Wayne, begann Carol Wayne ihre Showbusinesskarriere als Eiskunstläuferin für Ice Capades. Beide wurden später Showgirls im Folies Bergère und im Tropicana Las Vegas. Ab Mitte der 1960er Jahre war sie als Schauspielerin in kleineren Nebenrollen in Fernsehserien wie Bezaubernde Jeannie, Tennisschläger und Kanonen und Verliebt in eine Hexe zu sehen. Dazu war sie in Werbespots zu sehen, wie zum AMC Rebel und zu Kelloggs Frosted Flakes. Ihr letzter Filmauftritt war 1984 mit dem Filmdrama Die Herzensbrecher. Im selben Jahr meldete sie Privatinsolvenz an und zog sich im Februar für den Playboy aus.
Wayne war drei Mal verheiratet. Nach ihrer ersten Ehe mit Loreto Cera war sie von 1969 bis 1974 mit dem Fotografen Barry Feinstein verheiratet, mit dem sie auch ihr einziges Kind hatte, den Sohn Alex Feinstein. Die dritte Ehe mit dem Film- und Fernsehproduzenten Burt Sugarman hielt von 1975 bis 1980.
Am 13. Januar 1985 wurde Carol Waynes Leiche von einem Fischer etwa 275 Meter vom Strand Manzanillo aus dem Meer gefischt. Man sah sie zuletzt am Freitag, dem 11. Januar im Streit mit ihrem Reisegefährten, dem Filmregisseur und Drehbuchautor David E. Durston, im Las Hadas Resort. Eine Autopsie ergab, dass weder Alkohol noch andere Drogen sich im Körper befanden, und Wayne aufgrund natürlicher Ursachen ertrank. Da Durston am selben Tag noch das Land verlassen durfte, war er nicht als Tatverdächtiger eingestuft worden. Dabei war er bereits 15 Jahre zuvor während des Todes einer Schauspielerin anwesend. Als Diane Linkletter, die Tochter des Moderators Art Linkletter, am 4. Oktober 1969 während eines LSD-Rausches aus dem sechsten Stock sprang, war Durston ebenfalls in der Wohnung. In beiden Fällen war er kein Tatverdächtiger.

## Filmografie (Auswahl)
- 1966: Solo für O.N.C.E.L. (The Man from U.N.C.L.E., Fernsehserie, eine Folge)
- 1967: Bezaubernde Jeannie (I Dream of Jeannie, Fernsehserie, eine Folge)
- 1967: Tennisschläger und Kanonen (I Spy, Fernsehserie, eine Folge)
- 1968: Der Partyschreck (The Party)
- 1969: Verliebt in eine Hexe (Bewitched, Fernsehserie, eine Folge)
- 1973: Meiner Frau bleibt nichts verborgen (The Girl with Something Extra, Fernsehserie, eine Folge)
- 1974: Notruf California (Emergency!, Fernsehserie, eine Folge)
- 1979: Scavenger Hunt
- 1981: Ein Colt für alle Fälle (The Fall Guy, Fernsehserie, zwei Folgen)
- 1981: Joe Dancer – Ein harter Brocken (The Big Black Pill)
- 1982: Und Savannah lächelt (Savannah Smiles)
- 1984: Die Herzensbrecher (Heartbreakers)